# Amphoe Thung Si Udom
Amphoe Thung Si Udom (Thai: อำเภอ ทุ่งศรีอุดม) ist ein Landkreis (Amphoe) im Südwesten der Provinz Ubon Ratchathani. Die Provinz Ubon Ratchathani liegt in der Nordostregion Thailands, dem so genannten Isan. 

## Geographie
Amphoe Thung Si Udom grenzt an die folgenden Landkreise (von Norden im Uhrzeigersinn): an die Amphoe Det Udom und Nam Khun in der Provinz Ubon Ratchathani, sowie an Amphoe Kantharalak der Provinz Si Sa Ket.

## Geschichte
Thung Si Udom wurde am 1. April 1992 zunächst als „Zweigkreis“ (King Amphoe) eingerichtet, indem sechs Tambon vom Amphoe Det Udom abgetrennt wurden. Am 1. Juni 1993 wurde Tambon Thung Thoeng wieder zurück an Det Udom zugeordnet. 
Am 10. Oktober 1997 wurde Thung Si Udom zum Amphoe heraufgestuft.

## Sehenswürdigkeiten
- Prasat Ban Ben – Ruinen eines Khmer-Tempels aus dem 11. Jahrhundert

## Verwaltungseinheiten

### Provinzverwaltung
Der Landkreis Thung Si Udom ist in fünf Tambon („Unterbezirke“ oder „Gemeinden“) eingeteilt, die sich weiter in 52 Muban („Dörfer“) unterteilen.
| Nr. | Name         | Thai     | Muban | Einw. |
| --- | ------------ | -------- | ----- | ----- |
| 2.  | Nong Om      | หนองอ้ม   | 10    | 5.907 |
| 3.  | Na Kasem     | นาเกษม   | 11    | 5.835 |
| 4.  | Kut Ruea     | กุดเรือ    | 10    | 6.251 |
| 5.  | Khok Chamrae | โคกชำแระ | 10    | 5.943 |
| 6.  | Na Hom       | นาห่อม    | 11    | 4.541 |

### Lokalverwaltung
Es gibt fünf „Tambon-Verwaltungsorganisationen“ (องค์การบริหารส่วนตำบล – Tambon Administrative Organizations, TAO) im Landkreis:
- Nong Om (Thai: องค์การบริหารส่วนตำบลหนองอ้ม)
- Na Kasem (Thai: องค์การบริหารส่วนตำบลนาเกษม)
- Kut Ruea (Thai: องค์การบริหารส่วนตำบลกุดเรือ)
- Khok Chamrae (Thai: องค์การบริหารส่วนตำบลโคกชำแระ)
- Na Hom (Thai: องค์การบริหารส่วนตำบลนาห่อม)